# Park Hyung-sik
Park Hyung Sik (Hán Việt: Phác Huỳnh Thực; Hán tự: 朴炯植) (sinh ngày 16 tháng 11 năm 1991), thường được biết đến với nghệ danh Hyungsik, là một nam ca sĩ và diễn viên người Hàn Quốc, thành viên của ban nhạc Hàn Quốc ZE:A và nhóm phụ ZE:A Five quản lý bởi Star Empire Entertainment. Anh còn được biết đến với các vai diễn trong Người thừa kế (2013), Giới thượng lưu (2015), Hoa Lang (2016), Cô nàng mạnh mẽ Do Bong-soon (2017), Suits (2018) và Happiness (2021). Anh thường đóng vai chính trong các bộ phim truyền hình dài tập, cũng như trong các bộ phim điện ảnh và các vở nhạc kịch.

## Tiểu sử
Park Hyung Sik sinh ra ở Yongin, tỉnh Gyeonggi, Hàn Quốc, là con trai thứ hai trong gia đình có hai người con trai. Anh được một nhà sư Phật giáo đặt tên là Hyung-sik (tiếng Hàn: 형식; Hanja: 炯 植) vì mẹ và bà của anh ấy là Phật tử.

## Sự nghiệp

### Năm 2009: Trước khi ra mắt
Vào tháng 2 năm 2009, Hyung Sik xuất hiện trong video âm nhạc "Date" của Jewelry với vai nam chính. Cùng năm,anh làm người mẫu thương hiệu đồng phục và cũng xuất hiện trong chương trình thực tế "ZE:A's Debut Diary" của Mnet cùng với các thành viên ZE:A.

### 2010–2014: nhóm nhạc ZE:A và ZE:A Five, ra mắt diễn xuất
Trên 07 tháng 1 năm 2010, Park Hyung Sik debut với tư cách thành viên của nhóm nhạc ZE:A. Sau đó, anh tham gia hoạt động quảng bá thường xuyên cùng ZE:A, anh cũng tham gia chương trình giải trí và có tham gia vai phụ một số bộ phim truyền hình. Năm 2011, Hyung Sik bắt đầu sự nghiệp sân khấu nhạc kịch của mình cùng với Ryeowook của Super Junior trong vở nhạc kịch "Temptation of Wolves" .
Anh bắt đầu sự nghiệp diễn xuất của mình vào năm 2012, tham gia bộ phim truyền hình "I Remember You" của đài SBS. Cùng năm, anh đóng vai chính trong phim "Dummy Mommy" của đài SBS ( anh đóng vai ca sĩ của một ban nhạc indie).
Năm 2013,anh đóng trong bộ phim truyền hình đặc biệt "Sirius" của đài KBS2 ,anh đóng vai phiên bản vị thành niên của hai anh em sinh đôi với tính cách hoàn toàn trái ngược nhau. Cũng vào đầu năm 2013, Park Hyung Sik tham gia vào vở nhạc kịch thứ hai của anh ấy là "Gwanghwamun Love Song" đóng vai Ji Yong.
Vào tháng 3 năm 2013, Park cùng với các thành viên ZE:A là Siwan, Kevin, Minwoo và Kim Dong-jun thành lập nhóm phụ đầu tiên của nhóm với tên gọi ZE:A Five. Sau đó, anh góp mặt trong bộ phim truyền hình vượt thời gian "9 lần ngược thời gian" của đài tvN với tư cách là phiên bản trẻ hơn của nhân vật Lee Jin-wook.
Park Hyung Sik được biết đến rộng rãi hơn sau khi gia nhập chương trình truyền hình thực tế "Real Men" vào tháng 6 năm 2013, nơi anh được đặt biệt danh là "Baby Soldier" vì hình ảnh ngây thơ nhưng đầy nhiệt huyết của mình.
Vào tháng 9 năm 2013,Park Hyung Sik được chọn vào vai Clyde trong vở nhạc kịch thứ ba của anh là "Bonnie & Clyde" . Cùng năm, anh tham gia diễn xuất với một vai diễn trong bộ phim tuổi teen ăn khách "Người thừa kế"
Vào đầu năm 2014, Park Hyung Sik đã được chọn vào vai D'Artagnan trong tác phẩm nhạc kịch thứ 4 của anh "The Three Musketeers".  Và vào tháng 8 cùng năm, Hyung Sik đóng vai chính của bộ phim gia đình "Gia đình kì quặc" vai Cha Dal Bong - người con trai út đang gặp khó khăn trong việc tìm kiếm một công việc ổn định.

### Năm 2015–2020: Sự nghiệp solo và gia nhập công ty mới
Vào năm 2015, Park Hyung Sik là đóng vai chính trong bộ phim "Giới thượng lưu" của đài SBS , nơi anh đóng vai một tài phiệt phải lòng một người bán thời gian tại siêu thị dành cho người sành ăn mà anh quản lý. Hyung Sik đã nhận được những đánh giá tích cực cho màn trình diễn của anh ấy trong bộ phim, bộ phim đã giúp anh nổi tiếng hơn ở Nhật Bản.
Năm 2016, Park Hyung Sik tiếp tục vào vai D'Artagnan trong vở nhạc kịch "The Three Musketeers". Vào tháng 12 năm 2016, anh đóng vai Sammaekjong - một vị vua trẻ trong bộ phim lịch sử "Hoa Lang".
Tháng 2 năm 2017, Park Hyung Sik đóng vai chính trong phim của đài JTBC "Cô nàng mạnh mẽ Do Bong-soon" trong vai CEO của một công ty trò chơi - Ainsoft. Bộ phim hài - lãng mạn với sự tham gia của Park Bo-young là một thành công về mặt phê bình và thương mại, và trở thành một trong những bộ phim truyền hình Hàn Quốc được đánh giá cao nhất trong lịch sử truyền hình cáp. Sự nổi tiếng của Park Hyung Sik ngày càng tăng.
Vào tháng 4 năm 2017,Park Hyung Sik chính thức ký hợp đồng với United Artists Agency (UAA) sau quyết định không gia hạn với công ty cũ của anh (Star Empire Entertainment). Vào tháng 12 năm 2017, anh đóng vai chính trong một bộ phim ngắn lãng mạn "Two Lights: Relúmĭno" cùng với Han Ji-min.
Tháng 4 năm 2018, Anh đóng vai chính trong bộ phim làm lại Hàn Quốc của Mỹ "Suits" ; miêu tả đối tác Hàn Quốc của Mike Ross. Sau đó, vào tháng 11 năm 2018, Park Hyung Sik trở lại sân khấu nhạc kịch, anh đóng vai Der Tod trong vở kịch "Elisabeth".
Tháng 5 năm 2019, Park Hyung Sik đã đóng chính trong bộ phim "Juror 8". Vai diễn đã mang về cho anh giải Nam diễn viên mới xuất sắc nhất tại Giải thưởng Hiệp hội phê bình phim Hàn Quốc lần thứ 39 vào tháng 11 năm 2019. Vai diễn này cũng mang về cho anh đề cử Nam diễn viên mới xuất sắc nhất tại Giải thưởng điện ảnh Rồng Xanh lần thứ 40 và Giải thưởng Nghệ thuật Baeksang lần thứ 56.

### Tháng 6 năm 2019 - Tháng 1 năm 2021: Nhập ngũ
Park Hyung Sik bắt đầu nghĩa vụ quân sự bắt buộc vào ngày 10 tháng 6 năm 2019. Anh vào Trung tâm Huấn luyện Tuyển quân Nonsan ở tỉnh Nam Chungcheong để bắt đầu khóa huấn luyện quân sự cơ bản và sẽ hoàn thành phần còn lại của nhiệm vụ quân sự trong quân cảnh thuộc Bộ Tư lệnh Phòng thủ Thủ đô với tư cách là một người lính tại ngũ.
Trước đó, Park Hyung Sik đã tiết lộ rằng anh ấy đã được truyền cảm hứng để gia nhập Bộ Tư lệnh Phòng thủ Thủ đô sau khi anh ấy nhận được phản hồi tích cực cho kỹ năng bắn súng của mình trong khi tập luyện cho chương trình tạp kỹ "Real Man" . Nam diễn viên cho biết anh muốn sử dụng tốt các kỹ năng của mình nên rất hào hứng được gia nhập đơn vị và được phục vụ đất nước.
Park Hyung Sik chính thức xuất ngũ vào ngày 4 tháng 1 năm 2021.

### 2021 – nay: Xuất ngũ, thành lập công ty và tham gia diễn xuất
Sau khi xuất ngũ vào tháng 1 năm 2021,Park Hyung Sik đóng vai chính trong bộ phim kinh dị "Hạnh phúc" cùng với Han Hyo Joo nói về thành phố ngày tận thế với vai một cảnh sát chuyên bắt tội phạm bạo lực thông minh và trung thực tên là Jung Yi Hyun, được chỉ đạo bởi đạo diễn sản xuất Ahn Gil Ho và nhà văn Han Sang Woon.
Vào ngày 12 tháng 10 năm 2021, United Artist Agency (UAA) xác nhận rằng Park Hyung Sik đã chuyển đến công ty quản lý mới P&Studio, được thành lập cùng với những người quản lý của anh ấy, những người anh ấy đã gắn bó từ khi hoạt động ZE:A. Cơ quan cũ giải thích thêm rằng UAA đã đầu tư vào việc thành lập P&Studio để nam diễn viên thực hiện các hoạt động đa dạng hơn và sẽ tiếp tục quan hệ đối tác chiến lược của họ.

## Sự nghiệp diễn xuất

### Điện ảnh
| Năm  | Tiêu đề                          | Vai trò      | Ghi chú        |
| ---- | -------------------------------- | ------------ | -------------- |
| 2011 | Ronin Pop                        |              |                |
| 2013 | Justin and the Knights of Valour | Justin       | Lồng tiếng Hàn |
| 2017 | Trolls                           | Branch       | Lồng tiếng Hàn |
| 2017 | Two Lights: Relúmĭno             | In Soo       | Phim Ngắn      |
| 2019 | Juror 8 (The Jurors)             | Kwon Nam-woo | Phim Ngắn      |

### Truyền hình
| Năm  | Tiêu đề                       | Vai trò                              | Số tập | Kênh    | Chú thích |
| ---- | ----------------------------- | ------------------------------------ | ------ | ------- | --------- |
| 2010 | Prosecutor Princess           | Club man (cameo, tập 2)              | 16     | SBS     |           |
| 2010 | All About Marriage            | Thực tập sinh (cameo, tập 18)        | 56     | KBS 2   |           |
| 2010 | Gloria                        | Thực tập sinh (cameo, tập 11 & 14)   | 50     | MBC     |           |
| 2012 | I Remember You                | Tae Sung                             | 16     | SBS     |           |
| 2012 | Dummy Mommy                   | Oh Soo Hyun                          | 20     | SBS     | [ 19 ]    |
| 2012 | My Husband Got a Family       | Nhóm nhạc thần tượng (cameo)         |        | KBS 2   |           |
| 2013 | Sirius                        | Do Eun Chang (lúc nhỏ) / Do Shin Woo |        | KBS 2   |           |
| 2013 | 9 lần ngược thời gian         | Park Sun Woo (lúc nhỏ)               |        | tvN     |           |
| 2013 | Người thừa kế                 | Jo Myung Soo                         | 20     | SBS     |           |
| 2014 | Gia đình kì quặc              | Cha Dal Bong                         | 52     | KBS 2   |           |
| 2015 | Persevere, Goo Hae-ra         | Cha Dal Bong (cameo, tập 1)          |        | Mnet    |           |
| 2015 | Giới thượng lưu               | Yoo Chang-soo                        | 16     | SBS     |           |
| 2015 | She Was Pretty                | Chính anh (cameo, tập 9)             |        | MBC     |           |
| 2016 | Hoa Lang                      | Sam Maek Jong (Vua)                  | 20     | KBS 2   |           |
| 2017 | Cô nàng mạnh mẽ Do Bong-soon  | Ahn Min Hyuk                         | 16     | JTBC    | [ 20 ]    |
| 2018 | Suits                         | Go Yeon Woo                          | 16     | KBS 2   | [ 12 ]    |
| 2021 | Hạnh phúc                     | Jung Yi Hyun                         | 12     | tvN     | [ 21 ]    |
| 2022 | Soundtrack #1                 | Han Sun Woo                          | 4      | Disney+ |           |
| 2023 | Thanh xuân nguyệt đàm         | Lee Hwan                             | 20     | tvN     |           |
| 2023 | Cô nàng mạnh mẽ Gang Nam Soon | Ahn Min Hyuk (cameo, tập 3)          | 16     | JTBC    | [ 22 ]    |
| 2024 | Nốt trầm đời bác sĩ           | Yeo Jeong Woo                        | 16     | JTBC    | [ 23 ]    |
| 2025 | Buried Hearts                 | Seo Dong Joo                         | 16     | SBS     | [ 24 ]    |
| 2025 | Twelve                        | Ogwi                                 | 8      | KBS 2   | [ 25 ]    |

### Chương trình thực tế
| Năm  | Tập          | Tiêu đề                               | Vai trò      | Đài  | Chú thích            |
| ---- | ------------ | ------------------------------------- | ------------ | ---- | -------------------- |
| 2012 |              | The Romantic & Idol 1                 | Thành viên   | tvN  | [ 26 ]               |
| 2013 |              | M! Countdown                          | MC khách mời | Mnet |                      |
| 2013 | 9-68, 86, 87 | Real Men                              | Thành viên   | MBC  | [ 27 ]               |
| 2014 | 236          | Running Man                           | Khách mời    | SBS  | cùng ZE:A và Shinhwa |
| 2015 | 1,2,3        | Three Meals a Day – Fishing Village 2 | Khách mời    | tvN  |                      |
| 2016 | 126 - 127    | The Return Of Superman                | Khách mời    | KBS2 |                      |
| 2016 | 154 - 155    | 2 Ngày & 1 Đêm                        | Khách mời    | KBS2 |                      |

## Nhạc kịch
| Năm       | Tiêu đề               | Vai trò     | Chú thích |
| --------- | --------------------- | ----------- | --------- |
| 2011      | Temptation of Wolves  | Ban Hae Won | [ 28 ]    |
| 2013      | Gwanghwamun Love Song | Ji Yong     | [ 8 ]     |
| 2013      | Bonnie & Clyde        | Clyde       | [ 9 ]     |
| 2013–2014 | The Three Musketeers  | D'Artagnan  |           |
| 2018-2019 | Elisabeth             | Der Tod     | [ 29 ]    |

## Giải thưởng
| Năm  | Giải                            | Hạng mục đề cử                          | Tác phẩm đề cử                    | Kết quả   | Chú thích |
| ---- | ------------------------------- | --------------------------------------- | --------------------------------- | --------- | --------- |
| 2014 | KBS Drama Awards                | Cặp đôi đẹp nhất (với Nam Ji Hyun)      | Gia đình kì quặc                  | Đoạt giải | [ 30 ]    |
| 2014 | KBS Drama Awards                | Diễn viên mới xuất sắc nhất             | Gia đình kì quặc                  | Đoạt giải |           |
| 2014 | Giải thưởng Ngôi sao APAN       | Nam diễn viên mới xuất sắc nhất         | Người thừa kế và Gia đình kì quặc | Đề cử     |           |
| 2014 | Giải thưởng nghệ thuật Baeksang | Nam diễn viên được yêu thích nhất       | Người thừa kế                     | Đề cử     |           |
| 2015 | SBS Drama Awards                | Excellence Award, Actor in a Miniseries | Giới thượng lưu                   | Đoạt giải |           |
| 2015 | SBS Drama Awards                | New Star Award                          | Giới thượng lưu                   | Đoạt giải |           |
| 2015 | Soompi Awards                   | Diễn viên thần tượng xuất sắc nhất      | Giới thượng lưu                   | Đề cử     |           |
| 2017 | The Seoul Awards                | Best Popular Actor                      | Cô nàng mạnh mẽ Do Bong-soon      | Đoạt giải |           |
| 2018 | Soompi Awards                   | Cặp đôi đẹp nhất (với Park Bo-young)    | Cô nàng mạnh mẽ Do Bong-soon      | Đoạt giải |           |
| 2018 | Soompi Awards                   | Nam diễn viên của năm                   | Cô nàng mạnh mẽ Do Bong-soon      | Đề cử     |           |
| 2018 | KBS Drama Awards                | Netizen Award                           | Suits                             | Đoạt giải |           |
| 2019 | Giải thưởng điện ảnh Rồng Xanh  | Ngôi sao nổi tiếng                      | The Juror                         | Đoạt giải |           |
| 2019 | Giải thưởng điện ảnh Rồng Xanh  | Nam diễn viên mới xuất sắc nhất         | The Juror                         | Đề cử     |           |
| 2020 | Giải thưởng nghệ thuật Baeksang | Nam diễn viên mới xuất sắc nhất         | The Juror                         | Đề cử     |           |